# Tiere in der Bibel

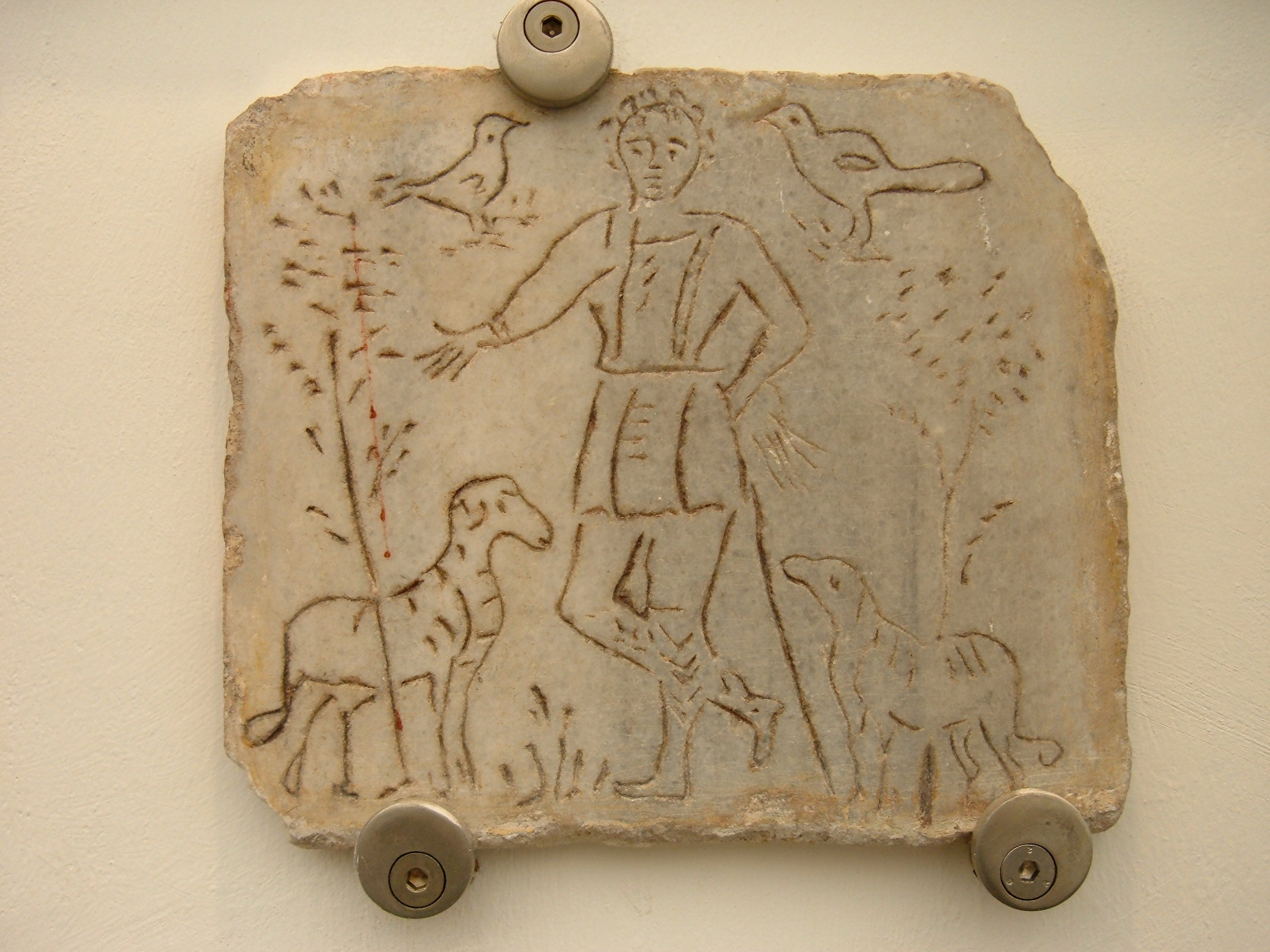
Der Gute Hirte steht in der Bibel als Bild für das Verhältnis Gottes zum Menschen. Darstellung aus dem 4. Jh., Museo Epigrafico, Rom.

In der Bibel werden etwa 130 Tierarten erwähnt. Die Bestimmung der jeweiligen Art ist problematisch, weil die Autoren der Bibel bei ihrer Darstellung keine zoologische Systematik verwendeten. Einige der hebräischen Begriffe sind nach heutigem Kenntnisstand nicht zu identifizieren. Zum Beispiel kommen in der Bibel sechs verschiedene Schlangenarten vor, deren Zuordnung nicht möglich ist. Sie werden etwas willkürlich als Natter, Otter oder Viper bezeichnet. Aus dem Zusammenhang kann geschlossen werden, dass sie wohl alle giftig waren. Manche Übersetzungen biblischer Tiernamen sind unzutreffend und irreführend, beispielsweise wird das Damwild in deutschen Übersetzungen häufig als „Büffel“ bezeichnet.
Die Tierarten wurden in biblischer Zeit nach leicht erkennbaren Merkmalen in größere Gruppen eingeteilt und als solche benannt. Die Einteilung der Tiere erfolgte in vier große Gruppen, wie in Gen 1,26ff  und Ps 8,7ff  nachzulesen ist:
- Wassertiere
- Vögel oder geflügelte Tiere
- Landtiere (unterschieden in wilde und zahme Tiere)
- Kriechtiere, womit unterschiedslos sowohl Reptilien und Amphibien als auch Insekten und Wirbellose gemeint waren.

Die größte Aufzählung von Tierarten kommt in der Bibel in den Büchern Levitikus und Deuteronomium vor (Dtn 14  – Lev 11 ). Dort werden im Zusammenhang mit den jüdischen Speisegesetzen die reinen und unreinen Tiere aufgezählt. Die meisten Arten von biblischen Tieren werden ausschließlich in diesen Listen erwähnt. Davon abgesehen kommen in der Bibel vor allem Haustiere vor, weil die antike jüdische Gesellschaft hauptsächlich eine bäuerliche Kultur war. Außerdem kommen Tiere häufig in bildhaften Vergleichen mit symbolischer Bedeutung vor.

## Bedeutung der Tiere für die Menschen der Bibel

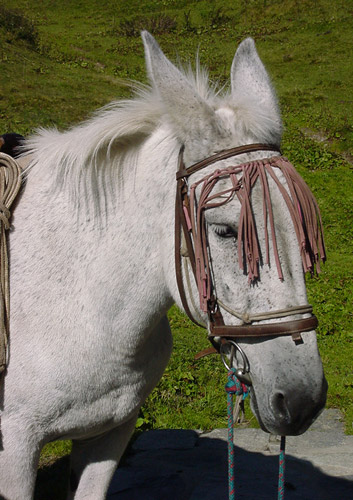
Maultiere wurden als Last- und Reittiere gebraucht

### Opfertiere
Opfertiere waren immer Haustiere. Sie mussten fehlerlos, einjährig und männlich sein, wie es zum Beispiel in Ex 12,5  angegeben wird. Geopfert wurden vor allem Lämmer von Schafen oder Ziegen. Arme Menschen opferten ersatzweise Tauben. Für besondere Gelegenheiten wurden Stiere geopfert (Gen 15,9 ; 1 Sam 6,14 ).
Zum Sinn des Opferns in den Religionen des Orient siehe auch Opfer (Religion).

### Jagd und Ernährung
Die Jagd spielte in der Steinzeit eine große Rolle, wurde aber später bei den sesshaften Ackerbauern seltener. Sie war aber immer noch wichtig zur Ernährung der Bevölkerung wie auch zur Abwehr von Raubtieren. Wie bei der Zubereitung von Haustieren galten auch für die jagdbaren Tiere komplexe Speiseverbote. Essbar waren bspw. laut Dtn 14,5  Damhirsch, Gazelle, Rehbock, Wildziege, Wisent, Wildschaf und Steinbock. Unter die Nahrungstabus fielen hingegen bspw. Schwein, Hase, Kamel, Aal, Rochen, Krusten- und Schalentiere, Aasfresser (bspw. Geier), Adler, Reiher und Pelikan.

### Verhältnis von Mensch und Tier in der Bibel
Dem Menschen wird nach Gen 1,26ff  und Ps 8  die Herrschaft über die Tiere übertragen, Adam gibt ihnen ihre Namen. Die Schlange wurde jedoch verflucht (Gen 3,14 ), weil sie am Sündenfall des Menschen beteiligt war. Im Schöpfungsbericht (Gen 1–3) sind als Nahrung für den Menschen nur die Bäume mit samenhaltigen Früchten vorgesehen. Nach der Sintflut (Gen 8) heißt es jedoch, die Tiere seien dem Menschen in die Hand gegeben und sollen ihm zur Nahrung dienen. Dadurch wird theologisch der Verfall der ursprünglich harmonisch geschaffenen Weltordnung dargestellt. Gott hat jedoch ein Eigentumsrecht an allen Tieren (Ps 50,10f ) und hat sie dazu bestimmt, ihn zu preisen (Ps 148,10 ). Tiere haben Anteil an der Rettung Noahs (Taube Gen 6,19 ; Rabe Gen 8,1 ) und werden von Gott als Werkzeug des Gerichts benutzt (Dtn 32,24 ; Jes 56,9 ; Jer 15,3 ; Ez 34,5.8 ). Die Tiere stehen jedoch letztlich wie der Mensch unter der Verheißung, dass das Reich Gottes die Feindschaft untereinander ebenso wie die Sünde aus der Welt schaffen wird; Paulus schreibt dazu, dass die ganze Schöpfung auf die Erlösung harrt (Röm 8,19ff ). Der Tiefstand des Menschen zeigt sich für Paulus darin, dass er Tierbilder als Götter anbetet (Röm 1,22–24 ).
Siehe auch: Tierschutz

### Die symbolische Bedeutung von Tieren in der Bibel
Tiere werden in der Bibel häufig symbolisch verstanden, das heißt ihnen werden bestimmte Eigenschaften zugeschrieben, so dass sie in bildhaften Vergleichen für die Darstellung menschlicher oder göttlicher Wesenszüge verwendet werden. Zu der symbolischen Bedeutung der einzelnen Tiere siehe unten.
Tiere werden gelegentlich auch als Symbol dämonischer Mächte verwendet (Offb 9,2–22 ), doch dienen dafür häufiger Fabeltiere wie zum Beispiel Drachen.
Tiere, die bei benachbarten Völkern, beispielsweise in Ägypten oder Babylon, als heilig oder als Götter verehrt wurden, werden in der Bibel mit größter Skepsis betrachtet und gelten als unrein. Die Aufstellung von Tierbildern war darum im Volk Israel ein blasphemischer Akt. Es bestand sonst die Gefahr, dass das Volk Israel, das sich nur durch seine Religion von seinen mächtigeren Nachbarn abhob, von diesen vereinnahmt würde, wenn es sich in religiösen Dingen der Bildkultur der anderen Völker anschloss. Könige, die dies missachteten, werden in der Darstellung der Bibel stets heftig kritisiert. So wird dem Stierkult des Königs Jerobeam in Bet-El (1 Kön 12,29 ) die Schuld am Niedergang des Hauses Israel gegeben, das Bildnis wurde später unter Josia wieder zerstört (2 Kön 23,15 ).
Die Schlange ist auch das Symbol des Bösen.

## Liste der in der Bibel vorkommenden Tiere
In der folgenden Liste sind nur die häufigsten oder bedeutendsten Tiere mit ihrer tatsächlichen oder symbolischen Bedeutung genannt.

### Haustiere
- Hausrind (Bos taurus) – Das Rind, möglicherweise das Buckelrind Bos taurus indicus, wurde primär als Arbeitstier genutzt (Dtn 25,4 EU). Milch gab es nur, während die Kuh ein Kalb hatte. Gemästete Rinder waren eine Seltenheit, die nur höchsten Gästen vorgesetzt wurde (Gen 18,7 EU; Lk 15,30 EU). Stiere gelten in der Bibel als Symbol der Kraft, vor allem der Kraft Jahwes (siehe oben).
- Hausschaf Ovis armeniana und Hausziege Capra hircus kommen in der Bibel sehr häufig vor, auch im Zusammenhang mit dem Symbol des Hirten (Ez 34 EU). Das Lamm gilt als Symbol der Wehrlosigkeit und des unschuldigen Leidens, denn es wurde für die Opfer verwendet und gab dabei wegen der angeborenen Schreckstarre keinen Laut von sich. Schaf und Ziege waren das verbreitetste Vieh im Orient, sie wurden für Grundnahrungsmittel und Kleidung gebraucht und waren die genügsamsten Haustiere. Widder und Ziegenbock sind wie der Stier Symbole der Kraft und des Durchsetzungsvermögens.

Hauptartikel: Lamm Gottes
- Esel Equus asinus, Maultier und Maulesel wurden domestiziert in der Landwirtschaft sowie für den Transport von Waren als Lasttier eingesetzt; vereinzelt auch als Reittier für Vornehme (Ri 10,4 EU; 1 Kön 1,33 EU). Eselherden waren ein wertvoller Besitz. Der Esel zählte traditionell zu den verbreitetsten Haustierarten. Zur Ausstattung des einfachsten Bauern gehörte der eigene Esel. Eselfleisch wurde ausnahmsweise in der Hungersnot (2 Kön 6,25 EU) verzehrt.
Der Esel gilt als Symboltier des Friedens (Gen 42,26 f EU; Gen 22,3; 1 EU 1 Sam 16,20 EU; 2 Sam 19,26 EU; Neh 13,15 EU), während das Pferd zum Zeichen militärischer Gewalt wird.
Das Maultier galt als eigensinnig und wurde mit dem Menschen verglichen, der nicht auf Gott hört (Ps 32,9 EU).
Eine hervorragende Rolle spielt der Esel beim Einzug in Jerusalem als Palmesel, sowie als redendes Reittier in Gestalt der Eselin des Propheten Bileam
- Haushund (Canis lupus familiaris) – Der Hund (hebräisch keleb; griechisch kyon, kynarion) wird in der Regel negativ bewertet, so war der Ausruf „Hund“, besonders „toter Hund“ Ausdruck der tiefsten Beleidigung. Häufig in typisch orientalischer Frageform begegnen Wendungen wie Goliath zu David (1 Sam 17,43 EU) „Bin ich ein Hund, dass du mit einem Stock zu mir kommst?“; David zu Saul (1 Sam 24,14 EU) „Hinter wem zieht der König von Israel her? Wem jagst du nach? Einem toten Hund, einem einzigen Floh!“; Meribbaal zu David (2 Sam 9,8 EU) „Was bin ich für ein Diener, dass du deinen Blick auf einen solchen toten Hund wie mich wirfst?“ (ähnl. Hasael zu Elischa 2 Kön 8,13 EU).
 Weitere Passagen artikulieren die Geringschätzung von Hunden. Das schlimmste vorstellbare Schicksal war, den Hunden als Leichnam zum Fraß vorgeworfen zu werden (1 Kön 14,11 EU; 1 Kön 16,4 EU; 1 Kön 21,19,23 EU). Hiob (Ijob 30,1 EU) grämt sich über das Gelächter derer, denen er einst Arbeit „bei den Hunden seiner Herde“ verweigerte. In Phil 3,2 EU und Offb 22,15 EU werden Hunde mit schlechten Arbeitern, Zauberern, o. dgl. in Verbindung gebracht. Jesus mahnt in der Bergpredigt (Mt 7,6 EU): „Gebt nicht das Heilige den Hunden, und werft keine Perlen vor die Säue.“
Hiob 30:1 (s. o.) bezieht sich auf Hütehunde, und Jesaja (Jes 56,10 EU) vergleicht die Wächter Israels mit nutzlosen stummen Wachhunden, woraus hervorgeht, dass es immerhin auch nützliche Hunde geben kann. Im apokryphen Tobias-Buch fungiert der Hund als treuer Reisebegleiter (Tobit 5:16, 11:4).
- Wenn in der Bibel von Kamelen die Rede ist, ist immer das Dromedar Camelus dromedarius gemeint. Diese Tiere wurden um 3000 v. Chr. in Arabien domestiziert und auch in Palästina etwas später eingeführt.
- Zu Geflügel und Schwein siehe oben.

### Wilde Tiere

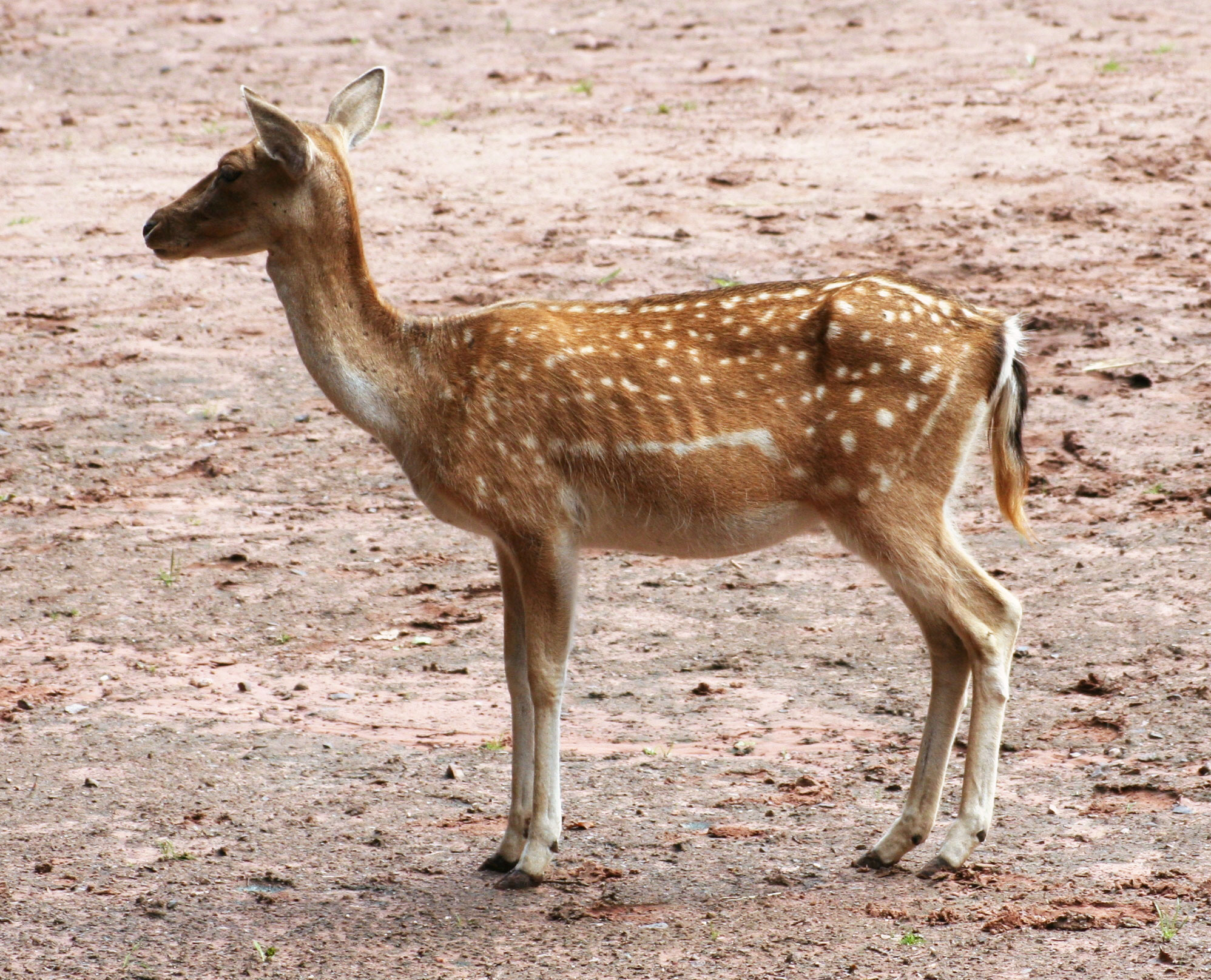
Damhirschkuh

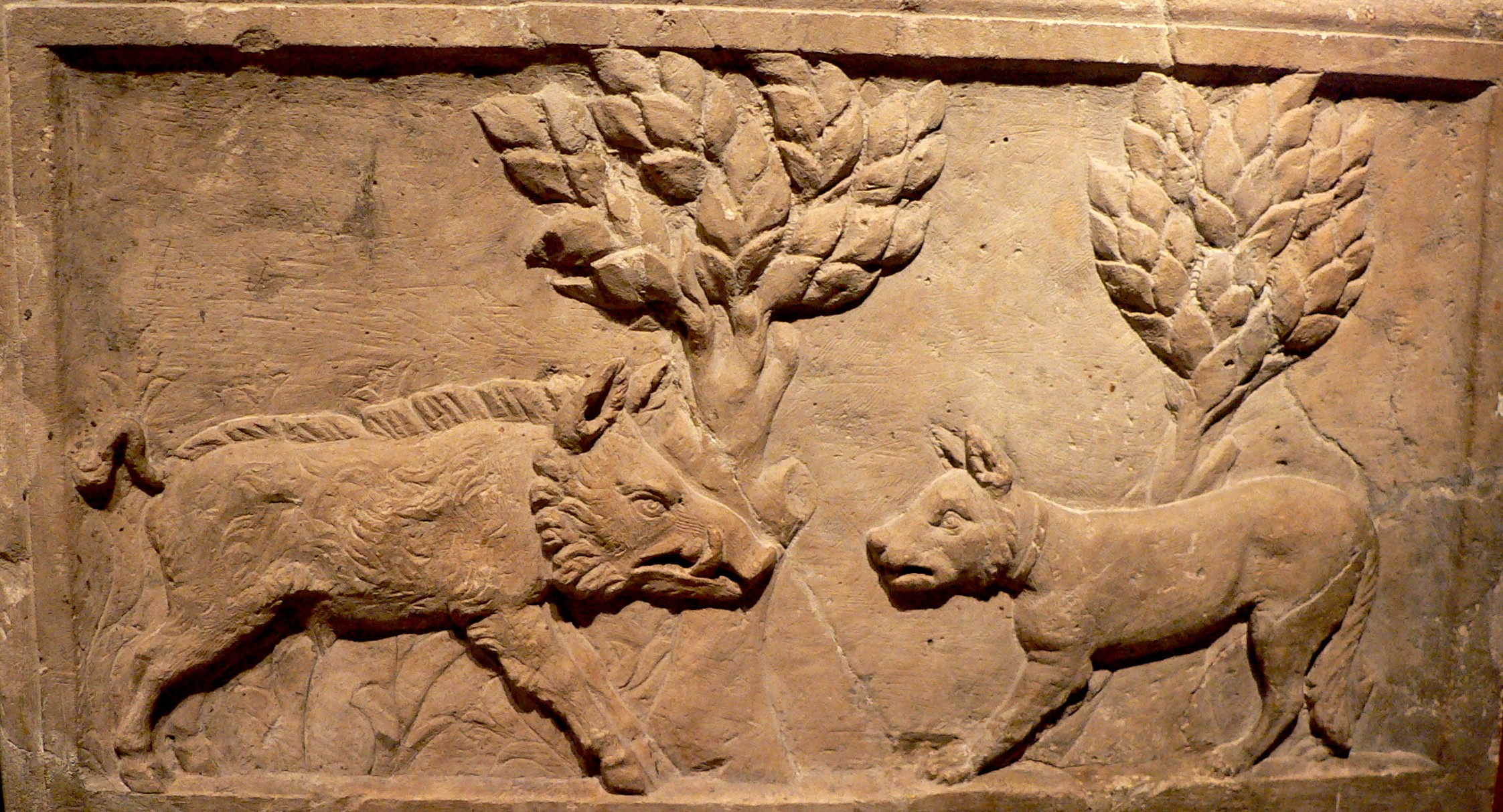
Darstellung der Jagd auf einen wilden Eber

- Der Löwe Panthera leo wird in der Bibel als Symbol der Gefahr, der Kraft, des Mutes und der Raubgier verwendet. Löwen

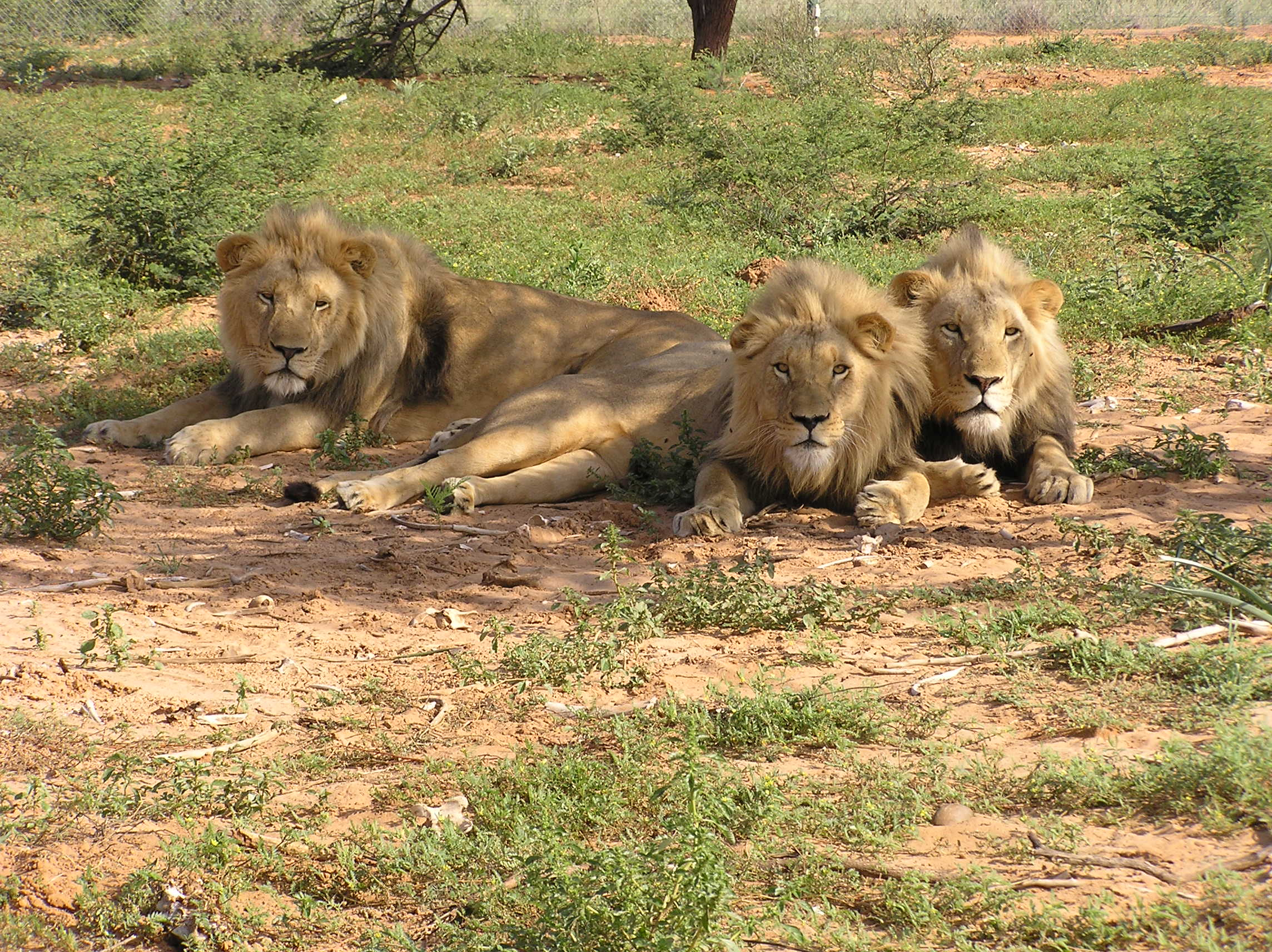
Löwen

- Erwähnt werden auch Leopard (Panther), Bär und Wolf als gefährliche Raubtiere.
- Der Schakal Canis aureus (oft als Hyäne oder Wildhund übersetzt) kommt in den Steppen vor, er steht oft symbolisch für diese öde Landschaft.
- Der Fuchs gilt auch in der Bibel als verschlagen und schlau.
- Die Falbkatze Felis silvestris lybica wird nur in Bar 6,21 EU erwähnt, sie war in Ägypten heilig und wurde wohl gerade darum in Israel nicht gehalten.
- Hirsch und Gazelle (beide werden oft auch als Reh übersetzt) stehen symbolisch als Bild für Schnelligkeit (Hld 2,9 EU), aber auch für Genügsamkeit und Ausdauer.
- Erwähnt werden als weitere Huftiere auch der Damhirsch Dama mesopotamica,[2] die Gämse Rupicapra rupicapra (Dtn 14,5 EU), Antilope, Wildziege und Steinbock Capra ibex (Ps 104,18 EU).
- Größere Tiere, die erwähnt werden, sind Wisent Bison bonasus oder Auerochse Bos taurus primigenius, sowie der Wildstier Bos taurus (auch häufig als Büffel übersetzt), die ein Bild der Kraft darstellen.
- Der Wildesel Equus hemionus in der Steppe wird in Ijob 24,5 EU erwähnt.
- Der Affe (1 Kön 10,22 EU) wird als exotisches Tier importiert.
- Das Wildschwein Sus scrofa kommt in Ps 80,14 EU vor.
- Sogar das Nilpferd Hippopotamus amphibius kommt in der Bibel vor. (Ijob 40,15ff EU)
- Wildkaninchen Oryctolagus cuniculus und Feldhase Lepus europaeus  (Lev 11,6 EU) galten für die Speisegesetze als Wiederkäuer, weil sie als caecotrophe Art ihre Nahrung zweimal aufnehmen, indem sie einen Teil ihres Kotes wieder fressen.
- Der Klippschliefer Procavia capensis wird in Ps 104,18 EU erwähnt.
- Der in Lev 11,29 EU genannte Maulwurf, Talpa europaea, wird meistens als Wiesel übersetzt.
- Der Igel in Jes 14,23 EU und Jes 34,11 EU wird oft als Eule übersetzt.
- Die Maus kommt zum Beispiel in Lev 11,29 EU und 1 Sam 6,4f EU vor. Die Ratte wird in Jes 2,20 EU erwähnt.
- Die Fledermaus kommt an zwei Stellen vor: in Lev 11,19 EU, wo sie den Vögeln zugeordnet wird, und in Jes 2,20 EU.
- Der Elefant wurde von manchen Völkern als Kriegswaffe eingesetzt. (2 Makk 13,2 EU)

### Vögel

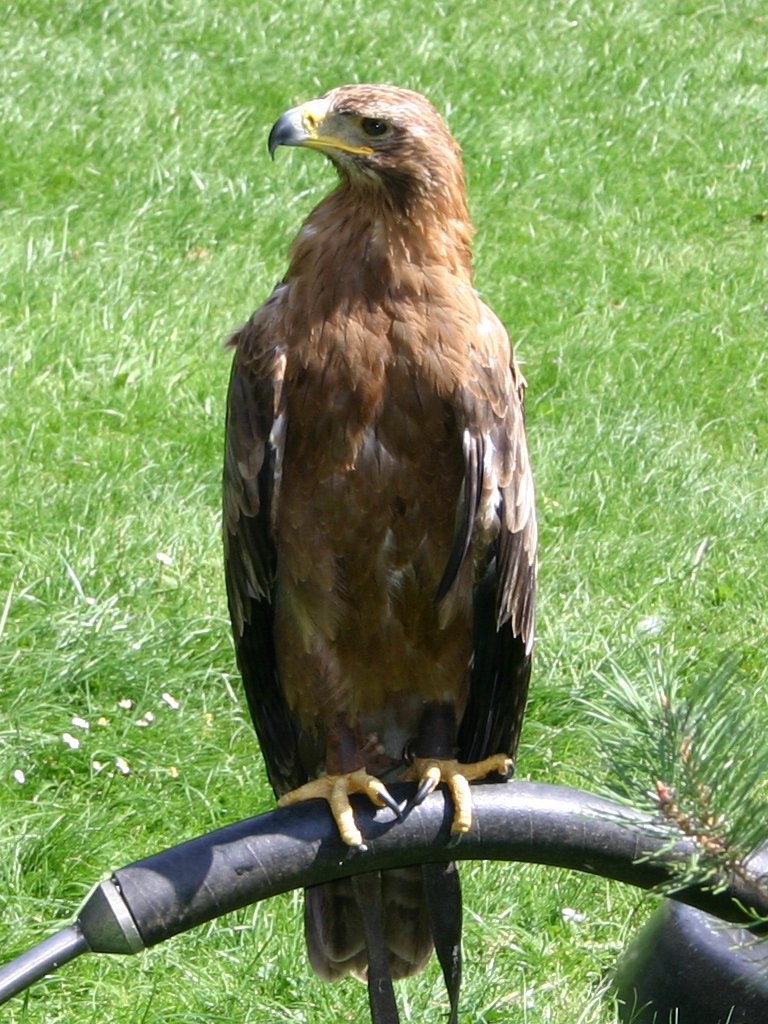
Steppenadler

- Der Adler kommt als häufigster Vogel in der Bibel vor. Er wird symbolisch verwendet. Er nistet hoch auf Felsen (Ijob 39,27 EU) und steht als Symbol für den machtvollen Herrscher (Ez 17,3 EU) und für Schnelligkeit (Dtn 28,49 EU). Hervorgehoben wird auch seine Fürsorge für die Jungen. (Dtn 32,11 EU)
- Die Listen in Levitikus nennen verschiedene Greifvögel, beispielsweise den Fischadler Pandion haliaetus, verschiedene Arten von Geiern, den Milan Milvus migrans, mehrere Bussardarten, verschiedene Falkenarten (die bei manchen Übersetzungen falsch übersetzt sind), sowie einige Eulenarten (von denen es mehr als zehn Arten in Palästina gibt).
- Der Strauß Struthio camelus wird in (Jes 13,21 EU) erwähnt.
- Der Rabe steht als Symbol der Fürsorge Gottes (Lev 11,15 EU; Ijob 38,41 EU; Jes 34,11 EU).

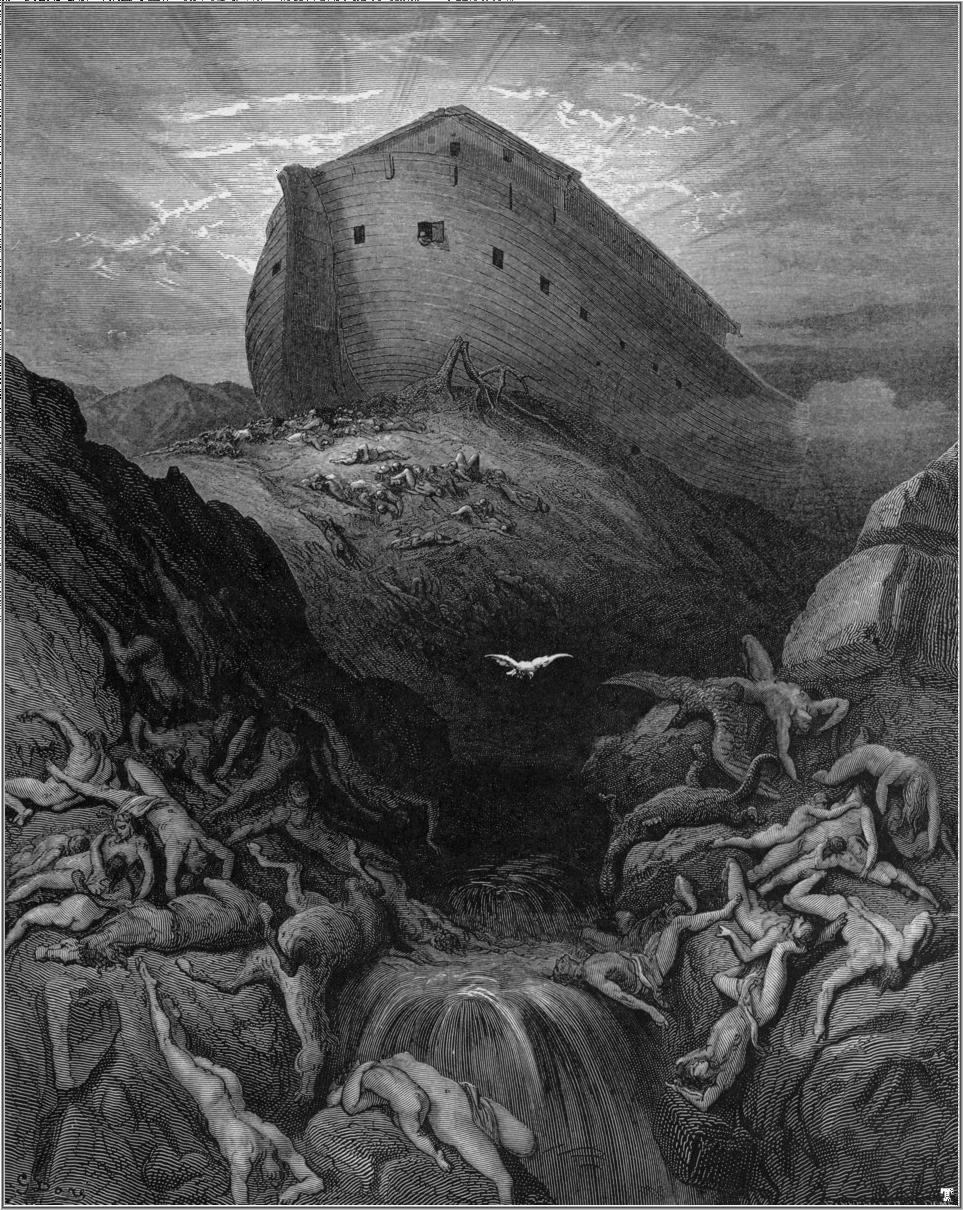
Eine Taube wird nach der Sintflut ausgeschickt

- Jeremia stellt in (Jer 8,7 EU) Zugvögel als Beispiel für den Gehorsam dar, nämlich den Storch, die Wildtaube, die Turteltaube Streptopelia turtur, die Schwalbe und die Drossel. Die Turteltaube Streptopelia turtur war Opfertier für arme Leute, sie gilt als sanft und arglos (Lev 1,14 EU) und wird darum auch gern als Kosename verwendet (Hld 2,14 EU); in der Sintflut spielt sie eine Rolle (Gen 8,8–12 EU), im Neuen Testament wird sie zum Symbol des Heiligen Geistes (Lk 3,22 EU).
- Ibis Threskiornis aethiopicus, Wiedehopf Upupa epops und Reiher werden als unreine Vögel erwähnt. (Lev 11,19 EU; Dtn 14,18 EU)
- Der Sperling (Mt 10,29 EU) wird von Jesus als Beispiel eines wertlosen Handelsgegenstandes in einem Gleichnis benutzt.
- An Hühnerarten werden genannt: das Rebhuhn Perdix perdix (1 Sam 26,20 EU), die Wachtel Coturnix coturnix, die den Israeliten als Speise in der Wüste diente (Ex 16,13 EU; Num 11,13f EU), der Hahn Gallus gallus domesticus in seiner Funktion als Verkünder des frühen Morgens (Spr 30,31 EU; Mt 26,34 EU), das Perlhuhn (oft als Pfau falsch übersetzt) als wertvolle Importware (1 Kön 10,22 EU).

### Kriechtiere und Lurche
- Die Schlange wird häufig als Allgemeinbegriff verwendet. Dazu kommen sechs verschiedene Artbezeichnungen, die nicht rekonstruierbar sind und deshalb willkürlich mit Artnamen belegt werden (siehe oben). In Gen 49,17 EU, Dtn 32,33 EU und Ijob 20,16 EU gilt die Schlange als Bild für Klugheit und Heuchelei. Das Kultsymbol der Kupferschlange (Num 21,4–9 EU; 2 Kön 18,4 EU) weist auf einen alten Fruchtbarkeitskult oder eine Fruchtbarkeitsgottheit hin. Eine Schlange auf dem Sinai (siehe auch: Schlangen#Symbolik und Mythologie)

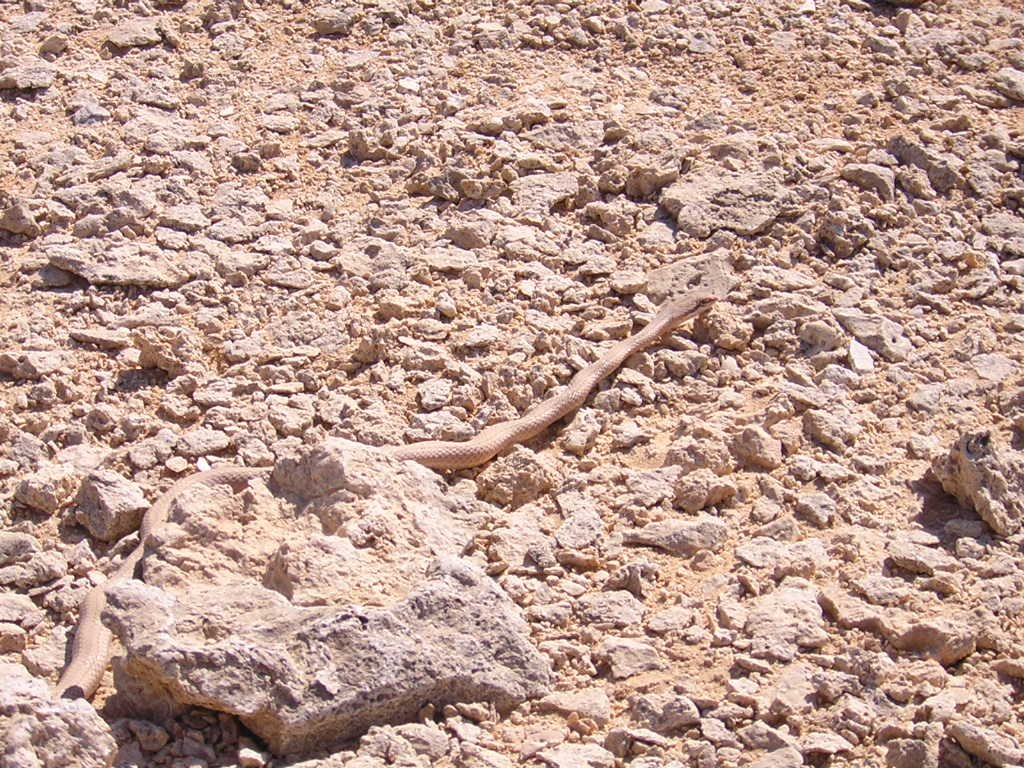
Eine Schlange auf dem Sinai

- Außerdem kommen verschiedene Echsen in den Listen unreiner Tiere (Lev 11,29f EU) vor: Gecko und Chamäleon (sie werden jedoch in manchen Ausgaben anders übersetzt) sowie einige nicht mehr zuzuordnende Namen.
- In Ijob 40,25ff EU wird die Beobachtung eines Krokodils beschrieben, das es bis ins 19. Jhd. auch in Palästina gab.
- Von den Amphibien kennt die Bibel nur den Frosch, dessen Massenauftreten eine der zehn ägyptischen Plagen war (Ex 7,26ff EU). Der Salamander kommt in der Liste unreiner Tiere vor, wird aber häufig anders übersetzt und dann zu den Echsen gezählt.

### Fische
Die Bibel nennt keine einzelnen Arten von Fischen. Sie fasst alle Wassertiere zusammen und unterscheidet sie nur darin, ob sie Flossen und Schuppen haben. In (Jona 2,1–11 ) wird Jona von einem „großen Fisch“ verschlungen. Dies deutet vielleicht auf das mythologische Ungeheuer Leviathan hin.

### Insekten
Insekten werden in der Bibel einerseits als schädliche, lästige und mitunter durch ihre Gefräßigkeit gefährliche Tiere angesehen. Anderseits wird etwa die Ameise als Beispiel für echten Fleiß angesehen. So schreibt sie etwa „Geh hin zur Ameise, du Fauler, sieh an ihr Tun und lerne von ihr! Wenn sie auch keinen Fürsten noch Hauptmann noch Herrn hat, so bereitet sie doch ihr Brot im Sommer und sammelt ihre Speise in der Ernte.“ (Spr 6,6–8 ). In den ägyptischen Plagen werden verschiedene Insekten als Strafe für Ungehorsam über die Menschheit gebracht.
- Bestimmte Arten von Heuschrecken werden in der Bibel als reine (essbare) Tiere eingestuft, obwohl Insekten ansonsten als unrein gelten (Lev 11,22 EU). Für die Heuschrecke gibt es neun verschiedene Namen in der Bibel, die Zuordnung ist jedoch unklar. Es könnten verschiedene Arten oder auch Entwicklungsstufen gemeint sein. Die Heuschrecke ist Symbol der Gefräßigkeit (Jes 33,4 EU), des Schadens (Joel 1,4 EU; Joel 2,25 EU), des Unglücks (Ex 10,4ff EU), auch ein Bild für große Menschenmassen (Nah 3,15ff EU)

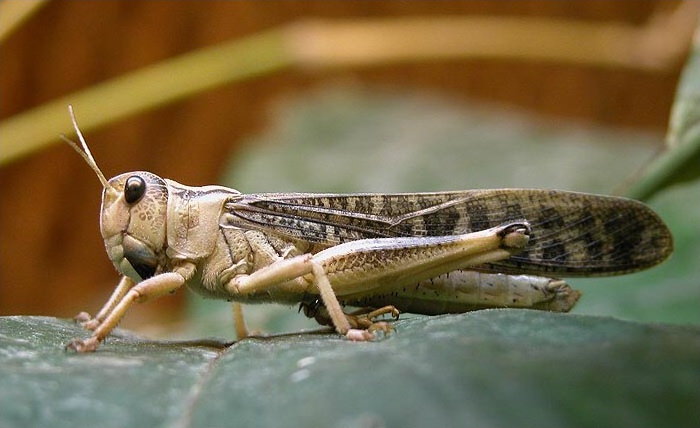
Wanderheuschrecke

In der Bibel werden außerdem genannt:
- Stechende oder saugende Insekten wie Moskito und Stechmücke (Ex 8,12–14 EU) ; Stechfliege Stomoxys calcitrans, häufig als Laus übersetzt (Ex 8,17ff EU), Floh (1 Sam 24,15 EU), Bremse (Jer 46,20 EU), Mücke (Mt 23,24 EU) und Hornisse Vespa crabro (Weish 12,8 EU).
- Die Biene Apis mellifera (Ps 118,12 EU; Jes 7,18 EU) wird oft als Wespe übersetzt; Bienen waren schon in biblischer Zeit als Honigproduzenten bekannt, galten aber auch als gefräßig.
- Zwei Arten von Motten werden in der Bibel erwähnt (Jes 51,8 EU).
- Der sprichwörtliche Fleiß der Ameise wurde erstmals in der Bibel erwähnt: (Spr 6,6 EU); (Spr 30,25 EU)

### Weitere Wirbellose
- Außerdem genannt werden die Spinne (Ijob 8,14 EU); der Skorpion (Dtn 8,15 EU); der Blutegel (Spr 30,15 EU) und die Schnecke (Ps 58,9 EU).
- Für Würmer werden zwei verschiedene Wörter benutzt, eines wird oft mit Maden übersetzt, oder mit Gewürm. Es wird hier keine bestimmte Art bezeichnet, sondern alles, was am Boden kriecht oder wimmelt. Würmer werden mit faulen Speisen (Ex 16,20–24 EU) und Leichenverwesung (Ijob 17,14 EU; Jes 14,11 EU) in Verbindung gebracht und sind deshalb unrein. Sie werden aber auch als Symbole der Wehrlosigkeit, Niedrigkeit und Ohnmacht verwendet (Ps 22,7 EU; Jes 41,14 EU).